# Y (大澤誉志幸のアルバム)
『Y』（ワイ）は、大澤誉志幸の14作目のオリジナル・アルバム。2003年11月19日にEpic Records Japanよりリリースされた。

## 解説
大澤が2002年に音楽活動再開後初であり、前作より5年7か月ぶりのオリジナル・アルバム。
自身のデビュー20周年作品として創立25周年を迎えたEpic Records Japanからリリース。
作詞には、大澤と旧知である尾上文、横山武、かの香織。編曲には、富田謙を迎えて制作された。

## 収録曲
| 全編曲: 富田謙。 |                                                |           |            |       |
| #                | タイトル                                       | 作詞      | 作曲       | 時間  |
| 1.               | 「遥かな夕暮れ〜Love Or Nothing〜」            | 尾上文    | 大澤誉志幸 | 5:18  |
| 2.               | 「25階のベルベット」                           | 尾上文    | 大澤誉志幸 | 5:06  |
| 3.               | 「Parallel」                                   | 横山武    | 大澤誉志幸 | 5:43  |
| 4.               | 「永遠の先」                                   | 横山武    | 大澤誉志幸 | 4:41  |
| 5.               | 「beautiful〜誰もが捜す光〜」                  | 尾上文    | 大澤誉志幸 | 5:55  |
| 6.               | 「恋するPURE」                                 | 尾上文    | 大澤誉志幸 | 5:31  |
| 7.               | 「どこかで誰かが愛してる〜AKI'S HOLY NIGHT〜」 | かの香織  | 大澤誉志幸 | 4:20  |
| 8.               | 「青い鳥〜L'oiseau Blue〜」                    | 横山武    | 大澤誉志幸 | 5:14  |
| 9.               | 「ここより永遠に」                             | 横山武    | 大澤誉志幸 | 3:22  |
| 10.              | 「夜の唇」                                     | 尾上文    | 大澤誉志幸 | 6:23  |
| 合計時間:        | 合計時間:                                      | 合計時間: | 合計時間:  | 51:33 |